# نادي الاتحاد البيضاوي
نادي الاتحاد الرياضي البيضاوي والمعروف بالاتحاد البيضاوي (TAS) هو نادٍ رياضي مغربي من مدينة الدار البيضاء، وممارس في دوري الدرجة الثانية المغربي. من بين أعرق الأندية المغربية التي ساهمت في الحركة الوطنية برجالاتها ومؤسسيها، وسجلت حضورا قويا بلاعبيها الكبار برسم البطولات الوطنية واللقاءات الكبيرة، أمثال: نومير، بوشعيب، المسكيني، مضناك، الغزواني، بوأسة، محمد سعيدين وعبد اللطيف سعيدين وعبد الله سعيدين المشهورين في الحي المحمدي (بالاخوة الزيتوني), مولاي عبد الله، الزاز الحسين، الحارسان صالح وخليفة، المهدي ملوك، عثمان، مصطفى سبيل وغيرهم، فريق الاتحاد البيضاوي الذي عرف تراجعا كبيرا خلال السنوات الماضية، إثر نزوله لقسم الهواة، بسبب غياب مسيرين في مستوى حجم الطاس TAS، ليعانق المجموعة الثانية من جديد بعد جهد كبير، لكنه لم يفلح في تلبية طموحات أبناء الحي المحمدي، بسبب حسابات ضيقة وخلافات أثرت على مردودية اللاعبين.
يعتبر نادي الاتحاد البيضاوي فريق منطقة الحي المحمدي بالدار البيضاء. وهو الحي الكبير الوحيد بالمغرب بكامله الذي مثله فريقين بالقسم الأول، أولهما فريق الاتحاد البيضاوي الغني عن التعريف وكذا نادي شباب الصخور السوداء. في سنة 1947 قرر بعض من رجال الحي المحمدي وهم محمد العبدي ومحمد الأخضر وعبد الرحمن اليوسفي الوزير الأول سابقا تأسيس نادي يمثل ساكنة الحي ويشرفها أحسن تمثيل، في ظل هيمنة الرجاء والوداد آنذاك على الكرة البيضاوية كان من الصعب تأسيس فريق ينافس الإثنين، لكن رجال الحي المحمدي نجحوا نوعا ما في خلق فريق قوي استحوذ على قلوب وعشاق ساكنة الحي المحمدي. كان من بين رجالات الفريق السيد العربي الزاولي.الذي تقلد مهمة الرئاسة والتدريب معا، توفي هذا الأخير تاركا فريقا كبيرا خلفه، وثم تكريمه بتمسية ملعب الفريق الحالي باسمه، لكن منذ وفاة العربي والفريق في حالة مد وجزر من خلال نتائجه.

## شعار النادي

شعار النادي 1947 - 1999
شعار النادي 2000 - 2015

## إنجازات النادي

### ألقاب النادي
- 2019: فاز نادي الاتحاد البيضاوي بكأس العرش المغربي 2019.

|  | البطولات  | الألقاب | السنوات |
|  | --------- | ------- | ------- |
|  | كأس العرش | 1       | 2019    |